# Đan viện Poblet
Đan viện Santa Maria de Poblet là một đan viện của dòng Xitô, tọa lạc tại thị xã Conca de Barberà, vùng Catalonia (Tây Ban Nha). Đan viện này được bá tước Ramon Berenguer IV của Barcelona xây tặng cho dòng Xitô năm 1149, theo đồ án của kiến trúc sư Arnau Bargués. Bàn thờ của nhà thờ trong tu viện được nhà điêu khắc Damián Forment làm năm 1527. Đây cũng là nơi có lăng các vua của Vương quyền Aragon từ vua Jaume I của Aragon. Đan viện này bị bỏ hoang năm 1835 và được tu bổ trong thập niên 1940.

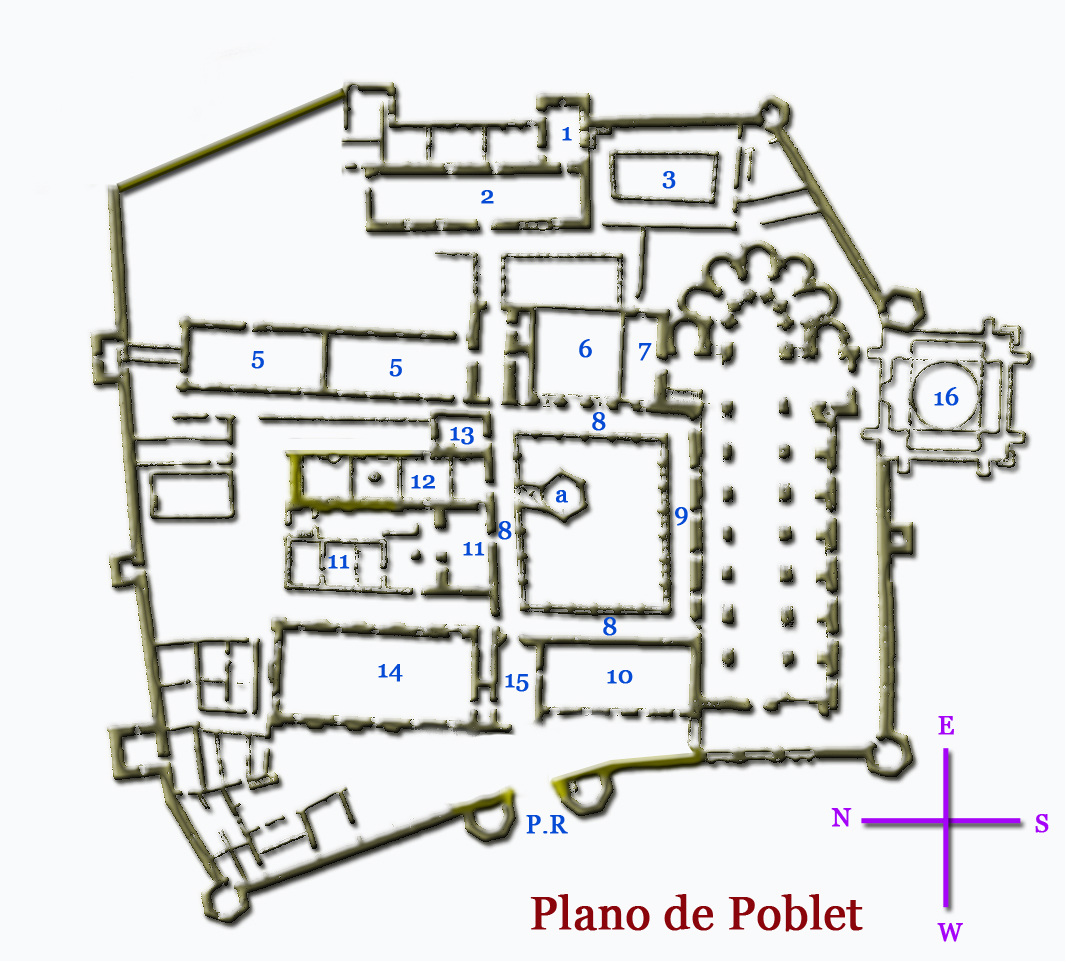
Sơ đồ tu viện Poblet

Đan viện này là đan viện đầu tiên trong số 3 đan viện tam giác của dòng Xitô trong vùng Catalonia trong thế kỷ thứ 12 (Hai đan viện kia là Vallbona de les Monges và Santes Creus).
Đan viện Poblet đã được UNESCO đưa vào danh sách di sản thế giới năm 1991, tại khóa họp thứ 15.